# Weserstadion
A Weserstadion egy multifunkciós stadion Németországban, Bréma városában. Jelenleg leginkább labdarúgó mérkőzések rendezésére használják. Ez a hazai stadionja a helyi csapatnak, a Werder Bremennek.
A stadion a Weser folyó északi partján található, és zöld parkok veszik körül. A városközpont csupán három kilométer távolságra van tőle.
A tervek szerint a 2006-os labdarúgó-világbajnokság helyszíne lett volna, ami végül megvalósulatlan maradt. De a Werder Bremen folyamatos sikere a Bundesliában és az európai versenyeken való rendszeres részvétele miatt a stadion látogatottsága nagymértékű.

## Története
A Weserstadiont 1909-ben építette a brémai Allgemeiner Bremer Turn- und Sportverein, akkor azonban még csak egy sportpálya volt. Az első változás 1926-ban történt meg, az ATSB Kampfbahn nevet adták neki. A mai nevét a stadionnnak 1930-ban adták, a név arra utal, hogy a stadion a Weser folyó mellett található. Azóta a Werder Bremen hazai pályája. A Bundesliga 1963-as indulásakor ez volt az első olyan stadion, amely fedett lelátóval rendelkezett. A következő évtizedekben a többi tribünt is fokozatosan korszerűsítették. 1992-ben megépült a stadionban az első VIP páholy is.

## Megközelítése
A Weserstadion egyike azon stadionoknak Európában, amelyek a legközelebb fekszenek a városközponthoz. Elérni legcélszerűbben a 3-as villamossal lehet, amely Gröpelingen - Domsheide - Weserwehr útvonalon közlekedik. A stadion a Weser folyótól északra, az Osterdeich (Keletigát) nevű utcától délre fekszik. Ezen az utcán jár a 3-as villamos, megálló: Weserstadion. Innen 10 méter múlva jobbra nyíló utca és egy aluljáró után már látszik a stadion. A 3-as villamos 10 percenként közlekedik, a Domsheidétől 7 perc alatt lehet kiérni a Werder otothonába. Meccsnapokon sűrűbben közlekedtetik, a mérkőzések után több tucat villamos szokott egymás mögé felsorakozni rengeteg busszal együtt, hogy a tömeget hazaszállítsa.

## Tények
- A Werder Bremen elleni 3-1-es vereség ellenére a Bayern München szerezte a Bundesliga 3000. gólját, mindez 2006. október 21-én történet. A góllövő Roy Makaay volt.

## Külső hivatkozások
- WorldStadiums.com (angolul)
- Hivatalos honlap (németül)
- A BSAG, a Brémai Tömegközlekedési Vállalat honlapja (németül)